# Charles W. Vursell

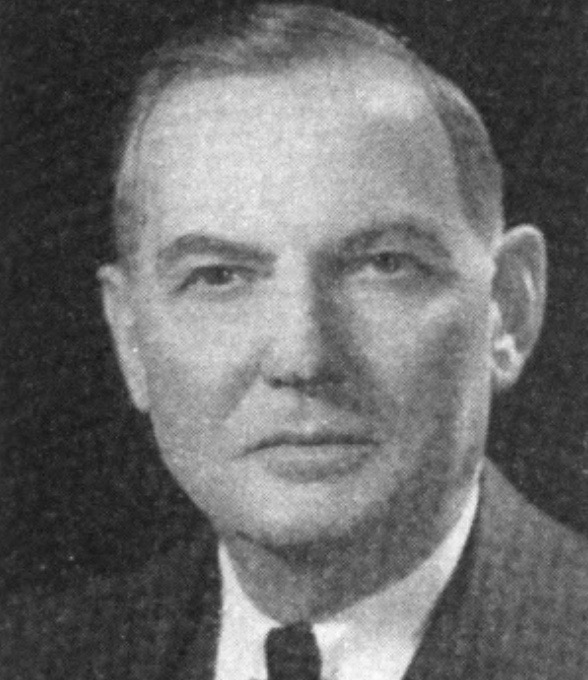
Charles W. Vursell

Charles Wesley Vursell (* 8. Februar 1881 in Salem, Illinois; † 21. September 1974 ebenda) war ein US-amerikanischer Politiker. Zwischen 1943 und 1959 vertrat er den Bundesstaat Illinois im US-Repräsentantenhaus.

## Werdegang
Charles Vursell war ein Cousin von Carl Albert (1908–2000), Sprecher des Repräsentantenhauses aus Oklahoma. Er besuchte die öffentlichen Schulen seiner Heimat und arbeitete ab 1904 als Eisenwarenhändler. Zwischen 1910 und 1914 fungierte er als Sheriff im Marion County. Zwischen 1916 und 1948 war Vursell Eigentümer und Herausgeber der Zeitung Salem Republican. Politisch war er Mitglied der Republikanischen Partei. Zwischen 1914 und 1916 saß er als Abgeordneter im Repräsentantenhaus von Illinois.
Bei den Kongresswahlen des Jahres 1942 wurde Vursell im 23. Wahlbezirk von Illinois in das US-Repräsentantenhaus in Washington, D.C. gewählt, wo er am 3. Januar 1943 die Nachfolge des Demokraten Laurence F. Arnold antrat. Nach sieben Wiederwahlen konnte er bis zum 3. Januar 1959 acht Legislaturperioden im Kongress absolvieren. Zwischen 1949 und 1953 vertrat er dort den 24. Distrikt seines Staates. In seine Zeit im Kongress fielen das Ende des Zweiten Weltkrieges, der Beginn des Kalten Krieges, der Koreakrieg und innenpolitisch die Bürgerrechtsbewegung.
Im Jahr 1958 wurde Charles Vursell nicht wiedergewählt. Nach dem Ende seiner Zeit im US-Repräsentantenhaus zog er sich in den Ruhestand zurück. Er starb am 21. September 1974 in seiner Heimatstadt Salem.